# Schizaphis phlei
Schizaphis phlei är en insektsart. Schizaphis phlei ingår i släktet Schizaphis och familjen långrörsbladlöss. Inga underarter finns listade i Catalogue of Life.